# Neuhofener Woog
Das Naturschutzgebiet Neuhofener Woog liegt auf dem Gebiet des Rhein-Pfalz-Kreises in Rheinland-Pfalz. Das 100 ha große Gebiet, das mit Verordnung vom 4. März 1999 unter Naturschutz gestellt wurde, erstreckt sich unweit südlich von Neuhofen (Pfalz). Am westlichen Rand des Gebietes verläuft die B 9 und am südlichen Rand die Landesstraße L 533.
Bei dem Gebiet handelt es sich um eine ehemalige Rheinschlinge. Heute finden sich dort naturnahe Waldbestände mit Sukzessionsstadien wie Schwarzerlenbruchwald und Schwarzerlen-Eschen-Sumpfwald, Nass- und Feuchtwiesen, Seggen- und Röhrichtbestände, naturnahe Still- und Fließgewässer und standorttypische Einzelgehölze und Hecken.